# Войковский сельский совет (Ленинский район)
Войковский сельский совет (укр. Войковська сільська рада, крымскотат. Qıdırlez köy şurası) — административно-территориальная единица в  Ленинском районе АР Крым Украины (фактически до 2014 года; ранее до 1991 года — в  составе Крымской области УССР в СССР, до 1954 года — в составе Крымской области РСФСР в СССР, до 1945 года — в составе Крымской АССР РСФСР в СССР), на Керченском полуострове. Население по переписи 2001 года — 5237 человек, площадь сельсовета 98 км².
К 2014 году состоял из 4 сёл:
- Войково
- Бондаренково
- Егорово
- Курортное

## История
Картелезский сельсовет был образован в начале 1920-х годов в составе Керченского района. По результатам всесоюзной переписи 17 декабря 1926 года Картелезский сельский совет включал 9 населённых пунктов с населением 4055 человек.
Также в сельсовете числились 3 железнодорожные будки с общим населением 18 человек и архитектурный музей Царский курган — 7 жителей. Постановлением ВЦИК «О реорганизации сети районов Крымской АССР» от 30 октября 1930 года (по другим сведениям 15 сентября 1931 года) Керченский район упразднили и сельсовет присоединили к городу Керчи, а, с образованием в 1935 году Маяк-Салынского района (переименованного 14 декабря 1944 года в Приморский) — в состав нового района. Указом Президиума Верховного Совета РСФСР от 21 августа 1945 года Катерлезский сельсовет был переименован в Войковский. С 25 июня 1946 года сельсовет в составе Крымской области РСФСР. 26 апреля 1954 года Крымская область была передана из состава РСФСР в состав УССР. На 15 июня 1960 года в составе совета числились следующие населённые пункты:

| - Бондаренково - Войково - Егорово |

Указом Президиума Верховного Совета УССР «Об укрупнении сельских районов Крымской области», от 30 декабря 1962 года Приморский район был упразднён и сельсовет присоединили к Ленинскому. На 1 января 1968 года в сельсовет были добавлены Курортное и Новое, тот же состав сохранялся и на 1977 год. К 1985 году (в перечнях административно-территориальных изменений после этой даты не упоминается) Новое было включено в состав Керчи и совет обрёл современный состав. С 12 февраля 1991 года сельсовет в восстановленной Крымской АССР, 26 февраля 1992 года переименованной в Автономную Республику Крым. С 21 марта 2014 года в составе Крыма аннексирован Россией. Законом «Об установлении границ муниципальных образований и статусе муниципальных образований в Республике Крым» от 4 июня 2014 года территория административной единицы была объявлена муниципальным образованием со статусом сельского поселения.